# Erich Römer
Temple de la renommée allemand : 1988
Erich Römer (né le 2 juin 1894 à Berlin, mort le 26 mars 1987 dans la même ville) est un ancien joueur professionnel et entraîneur allemand de hockey sur glace.

## Carrière
Erich Römer joue tout au long de sa carrière de joueur de hockey avec le Berliner Schlittschuhclub, où il remporte huit fois le championnat d'Allemagne entre 1928 et 1937. Il participe également à l'entraînement.
Il intègre l'équipe d'Allemagne en 1924 et devient en même temps joueur et entraîneur. En 1928, il participe aux Jeux olympiques. Deux ans plus tard, l'Allemagne est championne d'Europe.
Aux Jeux olympiques de 1932, elle remporte la médaille de bronze. Römer en est l'entraîneur jusqu'en 1934. Il marque 6 buts en 47 matchs internationaux.
En 1988, il entre dans le Temple de la renommée du hockey allemand.

## Palmarès
- Champion d'Allemagne : 1928, 1929, 1930, 1931, 1932, 1933, 1936 et 1937
- Médaille d'argent au championnat du monde de hockey sur glace 1930.
- Médaille d'or aux championnats d'Europe 1930 et 1934
- Médaille de bronze aux Jeux olympiques de 1932
- Médaille de bronze au championnat du monde de hockey sur glace 1934.